# 陌南乡
陌南乡是中国河北省沧州市献县下辖的一个乡。

## 行政区划
陌南乡下辖陌南村、李谢村、前南旺村、后南旺村、孔中旺村、刘中旺村、秦中旺村、王三町村、豆三町村、杏元村、策城庙村、四合一村、四合二村、四合三村、四合四村、张村、西李村、黄水村、旧北峰村、团堤村、新北峰村、龙驹村、泥马头村、山秋村、孝举村、贾刘店村、方周村、杜王郝村、杨佟庄村、孔庄村、蔡庄村、位庄村、宋房子村。